# Разъезд Нурпеисовой
Разъезд Нурпеисовой (каз. рзд.Нұрпейісова) — разъезд в Курмангазинском районе Атырауской области Казахстана. Входит в состав Кигашского сельского округа. Код КАТО — 234656200.
Разъезд назван в честь Дины Нурпеисовой.
Разъезд расположен в 2 км восточнее пограничной станции Кигач.

## Население
По данным 1999 года, в разъезде не было постоянного населения. По данным переписи 2009 года, в разъезде проживало 500 человек (269 мужчин и 231 женщина).